# Plohiv, Cernihiv
Plohiv (în ucraineană Пльохів) este localitatea de reședință a comunei Plohiv din raionul Cernihiv, regiunea Cernihiv, Ucraina.

## Demografie
Componența lingvistică a localității Plohiv
     Ucraineană (95,1%)
     Rusă (3,73%)
     Alte limbi (1,16%)
Conform recensământului din 2001, majoritatea populației localității Plohiv era vorbitoare de ucraineană (95,1%), existând în minoritate și vorbitori de rusă (3,73%).